# (200253) 1999 VN184
(200253) 1999 VN184 es un asteroide perteneciente al cinturón de asteroides, descubierto el 15 de noviembre de 1999 por el equipo del Lincoln Near-Earth Asteroid Research desde el Laboratorio Lincoln, Socorro, Nuevo México, Estados Unidos.

## Designación y nombre
Designado provisionalmente como 1999 VN184.

## Características orbitales
1999 VN184 está situado a una distancia media del Sol de 2,706 ua, pudiendo alejarse hasta 3,386 ua y acercarse hasta 2,026 ua. Su excentricidad es 0,251 y la inclinación orbital 12,24 grados. Emplea 1626,14 días en completar una órbita alrededor del Sol.
Los próximos acercamientos a la órbita de Júpiter se producirán el 16 de diciembre de 2055, el 21 de julio de 2091 y el 16 de febrero de 2127.

## Características físicas
La magnitud absoluta de 1999 VN184 es 16,1. Tiene 4 km de diámetro y su albedo se estima en 0,054.